# 1539 en France
Chronologie de la France
- 1535
- 1536
- 1537
- 1538
- 1539
- 1540
- 1541
- 1542
- 1543

Cette page concerne l'année 1539 du calendrier grégorien.

## Événements
- 10 février : procès et condamnation de l’amiral Philippe Chabot[1].

- 25 avril : Les compagnons des imprimeurs lyonnais arrêtent de travailler pour revendiquer une hausse des salaires, un abaissement de la durée de travail ainsi qu'une limitation du nombre d'apprentis. C'est la première grève, connue sous le nom de Grand tric, recensée dans l'histoire de France[2].
- 21 mai : Un édit est promulgué établissant les blanques (anciennes loteries) en France[3].
- 24 juin :
  - édit interdisant aux Bohémiens de séjourner en France. Première répression officielle des Roms[4].
  - édit général contre les luthériens[5]

- 31 juillet : sentence rendue par le sénéchal de Lyon sur le cas des compagnons des imprimeurs lyonnais, qui ont arrêté le travail depuis trois mois[6].

- 10 août-25 août : l'ordonnance de Villers-Cotterêts est édictée par François 1er, elle stipule que tous les actes et opérations de justice doivent se faire en français au détriment du latin dans tous le royaume de France et instaure l'état civil[7].
- 15 août : les confréries professionnelles sont abolies à la suite des grèves des imprimeurs à Paris et à Lyon[8].
- 24 décembre-30 décembre : séjour de l'empereur Charles Quint au château de Fontainebleau, au cours de son voyage en France[9].

## Naissances en 1539
- Nicolas Barnaud : médecin, alchimiste et pamphletaire
- Geoffroy Camus de Pontcarré : noble et conseiller au Parlement
- Françoise de Bourbon-Vendôme : aristocrate
- Nicolas de Nancel : médecin et humaniste
- Jean Naze : horloger et graveur
- Jean Riolan : médecin
- Pascal Robin : poète
- Olivier de Serres : agronome

## Décès en 1539
- Nicolas Bohier : juriste, jurisconsulte et avocat
- Pierre Gringore : poète et dramaturge
- Jacques Hamelin : évêque
- Jean de Poitiers : seigneur
- Donnacona (chef amérindien)